# Pavlovoluisk, Onufriivka
Pavlovoluisk (în ucraineană Павловолуйськ) este un sat în comuna Popivka din raionul Onufriivka, regiunea Kirovohrad, Ucraina.

## Demografie
Componența lingvistică a localității Pavlovoluisk
     Ucraineană (97,06%)
     Rusă (2,94%)
Conform recensământului din 2001, majoritatea populației localității Pavlovoluisk era vorbitoare de ucraineană (97,06%), existând în minoritate și vorbitori de rusă (2,94%).